# Trofima
Trofima – imię żeńskie, które pochodzi od greckiego słowa tróphimos, które znaczy "żywiący, pożywny". Istniało kilka świętych o tym imieniu.
Trofima imieniny obchodzi:
- 2 czerwca, jako wspomnienie św. Trofimy z Lyonu
- 5 lipca, jako wspomnienie św. Trofimy, wspominanej razem ze św. Agatą
- 5 lipca lub 5 listopada, jako wspomnienie św. Trofimy z Minori
- 13 lipca, jako wspomnienie św. Trofimy, wspominanej razem ze św. Serapionem

Męski odpowiednik: Trofim